# Craven Cottage
Craven Cottage – stadion piłkarski znajdujący się w Londynie, w Wielkiej Brytanii. Został oddany do użytku w 1896. Od tego czasu swoje mecze na tym obiekcie rozgrywa Fulham F.C..
Jego pojemność wynosi 25 700 miejsc.